# Parlamentswahl in Uganda 2011
Die Parlamentswahl in Uganda 2011 fand am 18. Februar 2011 im ostafrikanischen Staat Uganda gleichzeitig mit der Präsidentschaftswahl statt. Die Partei National Resistance Movement des in der Präsidentschaftswahl wiedergewählten Präsidenten Yoweri Kaguta Museveni gewann auch die Parlamentswahl mit deutlicher Mehrheit.

## Besonderheiten des Wahlsystems in Uganda
Von den 375 Sitzen des Ugandischen Parlaments wurden nur 237 Sitze direkt und allgemein in den Wahlkreisen des Landes gewählt (in der folgenden Tabelle „Wahlkreissitze“ genannt) und 112 Sitze wurden durch direkte Wahl von Vertreterinnen der Frauen in den ugandischen Distrikten bestimmt (unten „Frauensitze“ genannt). Schließlich sind 25 Sitze bestimmten Gruppen vorbehalten, die diese Sitze innerhalb ihrer Gruppe bestimmen (unten „Gruppenrepräsentanten“ genannt). Die hier repräsentierten Gruppen sind „Die Jugend“, „Die Arbeiter“, „Die Behinderten“ mit jeweils fünf Sitzen und „Die Armee“ mit zehn Sitzen. 13 der Gruppenvertreter waren gleichzeitig Mitglieder der Regierungspartei. Bei den Vertretern der Armee (offizieller Name: Uganda People’s Defence Force) ist zu beachten, dass sie sich aus der Guerillagruppe National Resistance Army entwickelt hat, als deren politischer Arm wiederum die heutige Regierungspartei begann. Nur zwei „Repräsentanten“ kamen als Unabhängige in das Parlament.

## Ergebnis
| National Resistance Movement  | 164 | 86  | 13 | 263 |
| Forum for Democratic Change   | 23  | 11  | —  | 34  |
| Democratic Party              | 11  | 1   | —  | 12  |
| Uganda People’s Congress      | 7   | 3   | —  | 10  |
| Conservative Party            | 1   | —   | —  | 1   |
| Justice Forum                 | 1   | —   | —  | 1   |
| Unabhängige                   | 30  | 11  | 2  | 43  |
| Uganda People’s Defence Force |     |     | 10 | 10  |
| Nicht besetzt                 | 1   |     |    | 1   |
| Total (Wahlbeteiligung 72 %)  | 238 | 112 | 25 | 375 |
| Quellen:                      |     |     |    |     |

## Demokratische Standards
Beide Wahlen wurden von Beobachtern der Europäischen Union begleitet, nach deren Aussagen die Wahlen durch „vermeidbare administrative und logistische Fehler gekennzeichnet waren, die dazu führten, dass eine nicht akzeptable Anzahl von Ugander ihres Stimmrechts beraubt wurden.“ Die East African Community und weitere regionale afrikanische Organisationen sprachen davon, dass die Wahlen den minimalen internationalen Standards für freie Wahlen entsprachen. In etlichen Orten trafen Wahlurnen zu spät ein oder waren zu klein, so dass Menschen ihre Stimmen nicht vor Schließung der Wahllokale abgeben konnten. Andere Wahlurnen waren zudem unversiegelt, was den Wahlbetrug leicht machte, und auf den Wählerlisten fehlten etliche Namen.
Auch das angesehene Electoral Institute of Southern Africa hatte eine lange Liste von Kritikpunkten an der Wahl, kam jedoch zu dem Schluss, dass sie dennoch „überwiegend“ in Übereinstimmung mit den Gesetzen Ugandas und internationalen Prinzipien abgelaufen sei.